# Tamduva

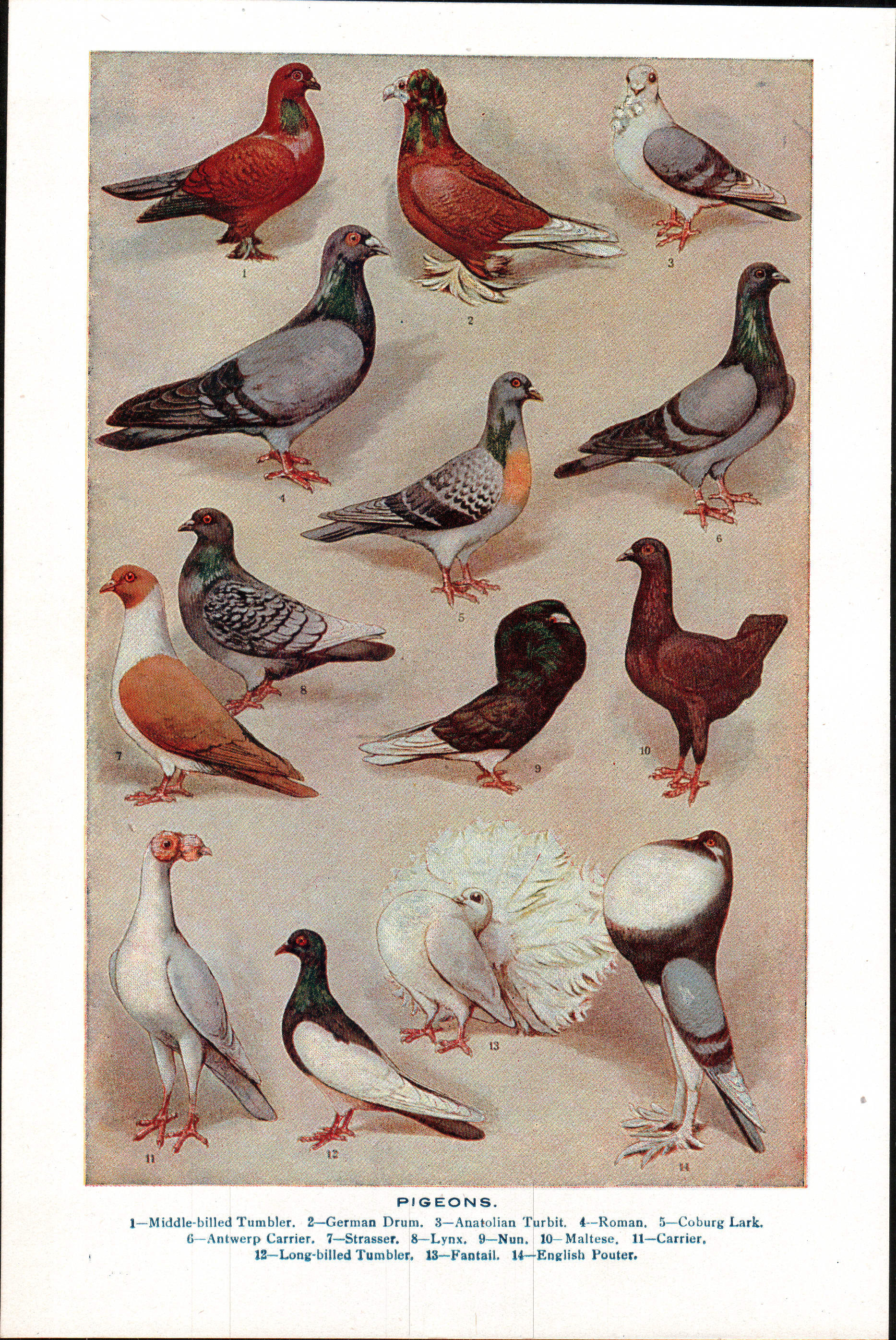
Planch med olika raser av framavlade tamduvor.

Tamduva är ett samlingsnamn för domesticerade former av duvor, exempelvis för duvor som föds upp för köttproduktion eller för olika former av duvsport, som brevduvor eller utställningsduvor. Begreppet tamduva används ibland även om frilevande stadsduvor som ursprungligen består av förrymda bestånd av tamduvor.